# Литературная премия «Ёмиури»
Литературная премия «Ёмиури» (яп. 読売文学賞 Ёмиури бунгаку сё:) — литературная премия Японии. Была учреждена в 1949 году издательским домом «Ёмиури симбун» в целях возрождения японской литературы в послевоенные годы.
Победители получают 2 миллиона иен и тушечницу судзури.

## Категории
В первые два года присуждалась в четырёх категориях:
- романы и пьесы,
- поэзия,
- литературная критика
- научное исследование.

С 1966 года присуждается в шести номинациях:
- проза,
- драматургия и сценарии,
- эссеистика и путевые заметки,
- литературная критика и биографии,
- поэзия,
- научное исследование и художественный перевод.

## Лауреаты в категории «проза»
В отдельные годы премия присуждалась сразу двум авторам, в нескольких случаях — ни одному.

### 1949—1999
- 1949: Масудзи Ибусэ — «Сегодня закрыто» (яп. 本日休診)
- 1950: Kодзи Уно[яп.] — «Омигава» (яп. 思ひ川)
- 1951: Сёхэй Оока — «Полевые огни» (яп. 野火)
- 1952: Хироюки Агава — «Весенний замок» (яп. 春の城)
- 1953: премия не присуждалась
- 1954: Харуо Сато[яп.] — «Акико Мандала» (яп. 晶子曼陀羅)
- 1955:
1) Тон Сатоми[яп.] — «Я люблю искренность» (яп. 恋ごころ)
2) Ая Кода — «Чёрная юбка» (яп. 黒い裾)
- 1956:
1) Юкио Мисима — «Золотой храм» (яп. 金閣寺)
2) Мантаро Кубота[яп.] — «Три курицы» (яп. 三の酉)
- 1957:
1) Муро Сайсэй[яп.] — «Андзукко» (яп. 杏っ子)
2) Яэко Ногами[яп.] — «Лабиринт[яп.]» (яп. 迷路)
- 1958: премия не присуждалась
- 1959:
1) Хакутё Масамунэ[яп.] — «Этой осенью» (яп. 今年の秋)
2) Сигэхару Накано — «Цветок груши» (яп. 梨の花)
- 1960: Сигэру Тономура[яп.] — «Миоцукуси» (яп. 澪標)
- 1961: премия не присуждалась
- 1962: Кобо Абэ — «Женщина в песках» (яп. 砂の女)
- 1963: Ясуси Иноуэ — «Ветер и волны» (яп. 風濤)
- 1964: Акацуки Камбаяси[яп.] — «Белый плавучий дом» (яп. 白い屋形船)
- 1965: Дзюндзо Сёно — «Вечерние облака» (яп. 夕べの雲)
- 1966: Фумио Нива — «Дорога» (яп. 一路)
- 1967: Кику Амино[яп.] — «Шанс, который выпадает раз в жизни» (яп. 一期一会)
- 1968:
1) Таэко Коно — «Неожиданный голос» (яп. 不意の声)
2) Косаку Такии[яп.] — «Сельский шарм» (яп. 野趣)
- 1969:
1) Харуто Ко[яп.] — (яп. 一條の光)
2) Тан Онума — «Карманные часы» (яп. 懐中時計)
- 1970: Кэнъити Ёсида[яп.] — «Среди обломков» (яп. 瓦礫の中)
- 1971: премия не присуждалась
- 1972: Тацуо Нагаи[англ.] — «Кочабамба» (яп. コチャバンバ行き)
- 1973:
1) Цунэко Накадзато[яп.] — «Утамакура» (яп. 歌枕)
2) Сётаро Ясуока — «Беги, Томагавк» (яп. 走れトマホーク)
- 1974: Ёсиэ Вада[яп.] — «Таблица прививок» (яп. 接木の台)
- 1975:
1) Дзюнноскэ Ёсиюки — «Содержимое мешка» (яп. 鞄の中身)
2) Кадзуо Дан[яп.] — «Дом в огне[яп.]» (яп. 火宅の人)
- 1976: Ёсинори Яги[яп.] — «Кадзамацури» (яп. 風祭)
- 1977: Тосио Симао — «Шип смерти» (яп. 死の棘)
- 1978: Фудзио Ногути[яп.] — «Какутэарикэри» (яп. かくてありけり)
- 1979: Тосимаса Симамура[яп.] — «Осень в Мёко» (яп. 妙高の秋)
- 1980: премия не присуждалась
- 1981:
1) Хисаси Иноуэ — «Люди Кирикири[яп.]» (яп. 吉里吉里人)
2) Рётаро Сиба — «Хитобито но асиото[яп.]» (яп. ひとびとの跫音)
- 1982: Кэндзабуро Оэ — «Женщины, слушающие дождевое дерево» (яп. 「雨の木」を聴く女たち)
- 1983: премия не присуждалась
- 1984: Акира Ёсимура[яп.] — «Побег из тюрьмы[яп.]» (яп. 破獄)
- 1985:
1) Такако Такахаси — «Дитя гнева» (яп. 怒りの子)
2) Хидэо Такубо[яп.] — «Графики» (яп. 海図)
- 1986: Юко Цусима — «Преследование при ночном свете» (яп. 夜の光に追われて)
- 1987: Тацухико Сибусава[яп.] — «Путешествие принца Такаоки» (яп. 高丘親王航海記)
- 1988: Такэхиро Ирокава[яп.] — «Дневник безумцa» (яп. 狂人日記)
- 1989:
1) Юити Такаи — «Ночь муравьёв» (яп. 夜の蟻)
2) Ёсикити Фуруи — «Предварительная смерть» (яп. 仮往生伝試文)
- 1990: Тосио Мориути[яп.] — «Поход к леднику» (яп. 氷河が来るまでに)
- 1991:
1) Хироси Сакагами — «Дружественные земли» (яп. 優しい碇泊地)
2) Со Аоно[яп.] — «Мать» (яп. 母よ)
- 1992: Эйсукэ Накадзано[яп.] — «Старый отель в Пекине» (яп. 北京飯店旧館にて)
- 1993: премия не присуждалась
- 1994:
1) Момоко Исии[яп.] — «Красный фантом» (яп. 幻の朱い実)
2) Сэндзи Курои — «Вызов на поклон» (яп. カーテンコール)
- 1995:
1) Кэйдзо Хино — «Свет» (яп. 光)
2) Харуки Мураками — «Хроники заводной птицы» (яп. ねじまき鳥クロニクル)
- 1996: премия не присуждалась
- 1997:
1) Рю Мураками — «Мисо-суп» (яп. イン・ザ・ミソスープ)
2) Нобуо Кодзима — «Изо дня в день» (яп. うるわしき日々)
- 1998:
1) Кунио Огава — «Гашишная банда» (яп. ハシッシ・ギャング)
2) Нобору Цудзихара — «Единорог» (яп. 翔べ麒麟)
- 1999:
1) Ясутака Цуцуи — «Мой дедушка» (яп. わたしのグランパ)
2) Таку Мики — «Босые ноги и ракушки» (яп. 裸足と貝殻)

### С 2000 года
- 2000:
1) Наоюки Ии[яп.] — «Мост через мутный поток» (яп. 濁った激流にかかる橋)
2) Эйми Ямада — «A2Z»
- 2001: Анна Огино[яп.] —  (яп. ホラ吹きアンリの冒険)
- 2002: Минаэ Мидзумура[яп.] —  (яп. 本格小説)
- 2003: Ёко Огава — «Любимое уравнение профессора[яп.]» (яп. 博士の愛した数式)
- 2004: Хисаки Мацуура — «Полуостров» (яп. 半島)
- 2005:
1) Тосиюки Хориэ —  (яп. 河岸忘日抄)
2) Кацусукэ Мияути[яп.] — «Самосожжение» (яп. 焼身)
- 2006: премия не присуждалась
- 2007: Риэко Мацуура[яп.] — «Тело собаки» (яп. 犬身)
- 2008: Со Курокава[яп.] — «День чайки» (яп. かもめの日)
- 2009: Каору Такамура[яп.] — «Лошадь тянет солнце» (яп. 太陽を曳く馬)
- 2010: Нацуо Кирино —  (яп. ナニカアル)
- 2011: премия не присуждалась
- 2012:
1) Ёко Тавада — «Рассказ о ловле облаков[яп.]» (яп. 雲をつかむ話)
2) Масаси Мацуиэ[яп.] — «У подножия вулкана» (яп. 火山のふもとで)
- 2013: Киёко Мурата — «Юдзёко» (яп. ゆうじょこう)
- 2014:
1) Хироми Каваками — «Шум воды» (яп. 水声)
2) Томоюки Хосино — «Ночь никогда не кончается» (яп. 夜は終わらない)
- 2015: Хидэо Фурукава[яп.] — «Книга предательств 300 женщин» (яп. 女たち三百人の裏切りの書)
- 2016: Хидэо Леви —  (яп. 模範郷)
- 2017: Акира Хигасияма[яп.] — «Человек, которого я убил, и человек, который убил меня» (яп. 僕が殺した人と僕を殺した人)
- 2018: Кэйитиро Хирано[яп.] — «Определённый человек[яп.]» (яп. ある男)
- 2019: Масахико Симада — «Когда ты был еретиком» (яп. 君が異端だった頃)
- 2020: премия не присуждалась
- 2021: Нао Кавамото[яп.] — «Настоящая жизнь Джулиана Батлера» (яп. ジュリアン・バトラーの真実の生涯)
- 2022: Аки Сато[яп.] — «Радуйся, блаженная душа» (яп. 喜べ、幸いなる魂よ)[1]
- 2023: Миэко Каваками — «Жёлтый дом» (яп. 黄色い家)[2]
- 2024: То Эндзё[англ.] — «Код „Будда“» (яп. コード・ブッダ)